# Culture de jeunesse en République démocratique allemande
 (décembre 2009).
- Si vous ne connaissez pas le sujet, laissez ce bandeau (vous pouvez alors contacter les auteurs).
- Si vous supprimez le contenu mis en cause (vous pouvez préalablement contacter les auteurs),

argumentez précisément cette suppression dans la page de discussion
(un manque de référence n'est pas un argument ; une recherche réelle de référence doit avoir été effectuée, être formellement documentée).
La culture de jeunesse en République démocratique allemande était comme toutes les autres cultures, à un détail près que le régime en place était socialiste. La culture était inspirée et ancrée dans une idéologie politique. Dès leur enfance, les enfants de RDA devaient intégrer les pionniers, puis l'étape suivante était l'intégration de la Jeunesse libre allemande (Freie Deutsche Jugend).
Il n'y avait pas que ces organisations, les jeunes Allemands de l'Est avaient aussi accès à la musique, comme Nina Hagen ou encore les Puhdys, à la danse, au cinéma (La Légende de Paul et Paula (Die Legende von Paul und Paula) d'Ulrich Plenzdorf) ou encore à la littérature.
Ce qu'il faut aussi savoir sur cette culture, c'est que les artistes pouvaient faire une carrière en dehors des frontières soviétiques, dans ces artistes nous pouvons citer entre autres Nina Hagen et Wolf Biermann.
Bien que de manière difficile, certains grands talents du bloc occidental eurent également une « renommée » dans l'Allemagne de l'Est, par exemple les chanteuses Mireille Mathieu ou Amanda Lear.

## Une culture aussi tournée vers l'ouest
Il faut aussi savoir que les jeunes de l'ex-RDA s'intéressaient aussi à la culture de l'Allemagne de l'Ouest. Ils captaient le câble de l'Ouest, et ils pouvaient avoir accès aux films d'Hollywood, et même à la musique anglaise ou occidentale. Des antennes collectives étaient montées par les résidents afin de capter les chaînes de l'Ouest, comme Das Erste, ZDF bien que cela fût illégal. Les jeunes Allemands de l'Est étaient bien sûr plus intéressés par la culture qui leur était interdite, et c'était à leurs risques et périls. Dans certaines zones de la RDA, comme à Dresde, furent érigés des appareils de brouillage permettant ainsi de rendre inaccessible les médias de l'Ouest. 
La Stasi contrôle la presse, les médias et pratique ainsi la censure. Les habitants de la RDA ont aussi écouté les stations de radio de l'ouest et pouvaient ainsi écouter des chanteurs occidentaux comme Udo Lindenberg, Smokie, AC/DC, KISS, Bay City Rollers, The Rubettes, Queen, Abba, Rolling Stones, Amanda Lear, Mireille Mathieu.

## La presse de jeunesse
Le journal junge Welt était un organe de la Jeunesse libre allemande (sous-titre : Zentralorgan der Freien Deutschen Jugend). Il a été fondé le 12 février 1947. Il paraît six fois par semaine. À partir du 1er mars 1952, il devient un quotidien. Ce journal était lu par la plupart des étudiants, mais aussi par tous les membres de la Jeunesse libre allemande. Ce quotidien a connu un grand succès en Allemagne de l'est à l'époque de la RDA.

## Culture du sport
Le sport était très important en RDA, les compétences à l'école étaient très hautes. Il devait aussi y avoir beaucoup de discipline. Le sport à l'école était très intensif et le sport loisir était peu cher, ce qui était un avantage pour les jeunes.
Le sport était aussi utilisé pour la propagande. L’État a développé des structures tentaculaires de détection et formation des jeunes talents dans toutes les disciplines et particulièrement dans les sports olympiques (athlétisme, natation), n’hésitant pas à pratiquer systématiquement le dopage pour décrocher médailles et titres. La RDA avait de ce fait un très bon niveau et était l'une des meilleures nations lors des compétitions internationales. Parmi les athlètes célèbres, nous pouvons par exemple citer Katarina Witt (patineuse artistique), Marlies Göhr (athlète), Cornelia Ender (nageuse), Gabi Seifert (patineuse artistique), Jens Weißflog (skieur), etc. Tous ces sportifs avaient des privilèges vis-à-vis du parti, ils recevaient une maison, une voiture en récompense de leurs résultats.

## Musique
La musique comme dans toutes les cultures est un aspect important.
La RDA avait ses chanteurs, qui bien sûr étaient contrôlés par le parti.
En Allemagne de l'Est, la musique rock allemande produite s'appelait Ostrock.
Les groupes, chanteurs(ses) de RDA :
| - Brigitte Ahrens - Rosemarie Ambé - Julian Axen - Olaf Berger - Ruth Brandin - Helga Brauer - Gerd Christian - Chris Doerk - Ina-Maria Federowski - Dagmar Frederic - Ute Freudenberg - Fred Frohberg - Maja Catrin Fritsche - Günter Geißler - Gipsy - Ekkehard Göpelt - Ingo Graf | - Nina Hagen - Helga Hahnemann - Michael Hansen - Bert Hendrix - Monika Hauff und Klaus-Dieter Henkler - Monika Herz - Andreas Holm - INKA - Karat, groupe de Rock - Britt Kersten - Aurora Lacasa - Reinhard Lakomy - Wolfgang „Lippi“ Lippert - Nina Lizell - Thomas Lück - Angelika Mann - Ina Martell | - Achim Mentzel - Gerti Möller - Muck - Roland Neudert - Pankow, groupe de Rock - De Plattfööt - Karin Prohaska - Puhdys, groupe de Rock - Gaby Rückert - Christian Schafrik - Sonja Schmidt - Frank Schöbel - Klaus Sommer - Regina Thoss - Peter Tschernig - Siegfried Uhlenbrock - Bärbel Wachholz | - Jürgen Walter - Helga Zerrenz - Petra Zieger - Wolfgang Ziegler - Ernst Busch |  |

## Littérature d'enfant
Les enfants eux aussi avaient accès à une culture. Ils avaient la possibilité de lire des productions d'Allemagne de l'Est, spécialement écrit pour eux. Pour faire face au Mickey Mouse de l'Ouest, les auteurs créèrent alors une revue de même type. 
Les personnages de la littérature d'enfant étaient par exemple Bummi, die Abrafaxe, der Sandmann (le marchand de sable), Herr Fuchs und Frau Elster, Pittiplatsch und Schnatterinchen ou Alfons Zitterbacke. Ces personnages étaient bien sûr des exemples pour la jeunesse et étaient politiquement corrects.
Peu de chansons, de poèmes et d’histoires, peu de livres pour enfants étaient publiés, peu de films, même, étaient tournés. Pour les films, il s'agissait seulement de petites scènes quotidiennes mais toujours avec un arrière-plan politique, comme avec les chansons des Pionniers : Wenn Mutti früh zur Arbeit geht (Lorsque maman va au travail tôt le matin)...

## Sources
- Témoignages recueillis par mes soins
- Das dicke DDR-Buch, Weltbild, Genehmigte Lizenzausgabe für Verlagsgruppe Weltbild GmbH, Augsburg, 2002